# Batalla de Soneixa
La batalla de Soneixa fou un dels combats de la Primera Guerra carlina, que tingué lloc en la localitat valenciana de Soneixa (l'Alt Palància).

## Antecedents
En previsió de la campanya d'hivern, el comandant carlí Ramon Cabrera va ordenar a Josep Miralles Marín el Serrador atacar la província de Conca i a Joaquín Quilez la de Terol. El Serrador, amb 2.400 infants i 200 cavalls, va baixar del Maestrat, saquejant els pobles d'Alfara, Algar i Sot. Va arribar a Soneixa el 17 de juliol, d'on tots els hòmens aptes havien fugit, i els lliberals s'havien refugiat a Sogorb. Els carlins van saquejar i van calar foc a la població, i executaren algunes persones.

## Batalla
El 17 de juliol, mentre Josep Miralles Marín el Serrador es dirigia a Benassal, el vicari de Torcas, José Soriano i altres soldats van guiar el general José Grases y Seguí, fins que van obrir foc sobre els carlins, que van fugir perseguits pels lliberals, que els van causar tres-centes baixes.
Voluntaris lliberals de les viles pròximes es van posar a les ordres de Grases, van fer un reconeixement del terreny i van matar una trentena de carlins més.

## Conseqüències
La derrota de Soneixa i les pèrdues que va ocasionar van impedir que Ramon Cabrera, amb les seues forces reunides amb les de Joaquín Quilez, poguera atacar l'Horta de València; va ordenar a Quilez que atraguera els lliberals mentres ell i el Serrador atacaven la plana de Castelló. Quilez, que va eixir de la seua base de Xelva, fou perseguit per la columna de Narváez des de Terol, i Cabrera per les de José Grases i Breton. Es van unir a l'expedició de Miguel Gómez Damas, que intentà infructuosament prendre Madrid.
Després de la crema de Soneixa, la població va marxar a València i Sogorb, tot i que el general Narváez, amb una columna de 3.500 soldats, va reeixir a allunyar els grans nuclis carlins, i després d'una nova incursió carlina a la darreria de 1838, es va construir una muralla entre 1839 i 1840, que conserva encara part de les seues espitlleres defensives.